# Ferrari Mythos
A Ferrari Mythos egy 1989-es Ferrari tanulmányautó, mely sosem került sorozatgyártásba. A radikális formaterv a Pininfarina tervezőstúdióban készült. Az autó műszaki alapjait a Ferrari Testarossa modell biztosította. A prototípust a Pininfarina Cambiano-beli stúdiójában állították ki.

## Fordítás
- Ez a szócikk részben vagy egészben a Ferrari Mythos című angol Wikipédia-szócikk fordításán alapul.  Az eredeti cikk szerkesztőit annak laptörténete sorolja fel. Ez a jelzés csupán a megfogalmazás eredetét és a szerzői jogokat jelzi, nem szolgál a cikkben szereplő információk forrásmegjelöléseként.